# Bruce Dern
Bruce MacLeish Dern (Chicago, 4 de junho de 1936) é um ator estadunidense indicado duas vezes ao Oscar pelos filmes Coming Home (1977) e Nebraska (2013) nas categorias de Melhor Ator Coadjuvante e Melhor Ator respectivamente  e premiado com o Urso de Prata em 1982 pela atuação no filme That Championship Season. Ficou famoso nos anos 60, 70 e 80 como protagonista de diversos filmes e séries do gênero western.
Possui uma estrela na Calçada da Fama para Astros do Oeste. Bruce Dern ganhou sua estrela em 2003, logo após o lançamento de Hard Ground, filme onde voltou a interpretar um personagens do velho oeste americano 8.
Bruce é pai da também atriz Laura Dern.